# Irais
Irais ist eine französische Gemeinde mit 209 Einwohnern (Stand: 1. Januar 2022) im Département Deux-Sèvres in der Region Nouvelle-Aquitaine. Sie gehört zum Arrondissement Parthenay und zum Kanton Le Val de Thouet. 

## Geographie
Irais liegt etwa 30 Kilometer ostnordöstlich von Bressuire und etwa 28 Kilometer nordnordöstlich von Parthenay.

### Nachbargemeinden
Umgeben wird Irais von den Nachbargemeinden Oiron im Norden, Saint-Jouin-de-Marnes im Osten, Airvault im Süden, Availles-Thouarsais im Südwesten sowie Saint-Généroux im Westen.

## Bevölkerungsentwicklung
| Jahr                       | 1962 | 1968 | 1975 | 1982 | 1990 | 1999 | 2006 | 2019 |
| Einwohner                  | 338  | 322  | 265  | 274  | 235  | 225  | 226  | 208  |
| Quellen: Cassini und INSEE |      |      |      |      |      |      |      |      |

## Sehenswürdigkeiten

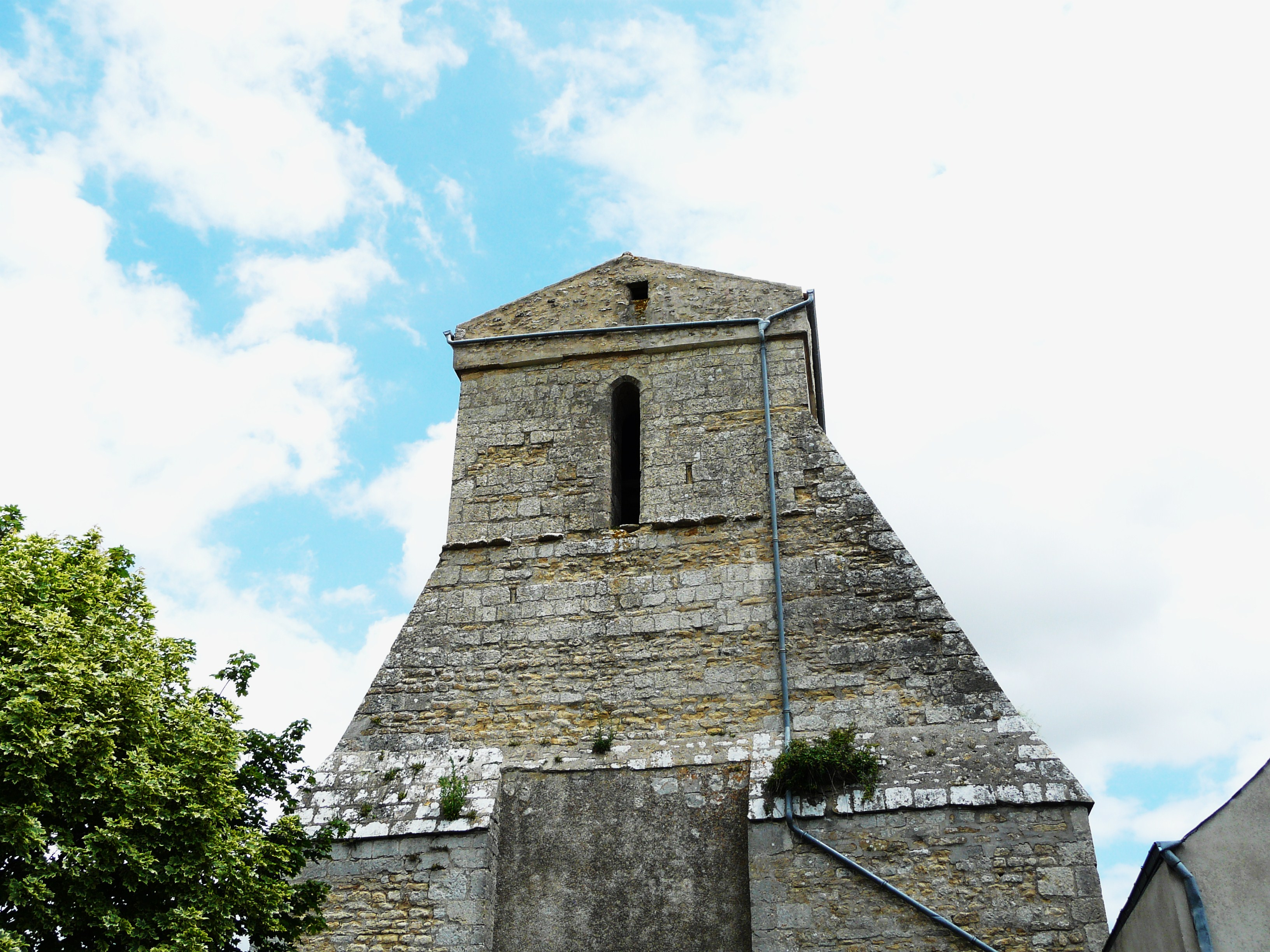
Kirche Saint-Paul

- Kirche Saint-Paul